# Baby Makin’ Project
Baby Makin’ Project – szósty studyjny album amerykańskiego zespołu hip-hopowego Jagged Edge. Został wydany w 2007 roku.

## Lista utworów
1. „Intro” – 1:10
2. „Put a Little Umph in It” (produkcja: Jermaine Dupri i Manuel Seal, featuring Ashanti) – 3:31
3. „Whole Town Laughing” (produkcja: Sick Cents) – 3:49
4. „Me, That’s Who” (produkcja: Sick Cents) – 3:37
5. „Get This” (produkcja: Jermaine Dupri i Manuel Seal) – 4:03
6. „I’ll Be Damned” (produkcja: Jermaine Dupri i Manuel Seal) – 3:29
7. „Can’t Get Right” (produkcja: Sick Cents, Selasi „The African Kid” dla Rocksteady Music) – 3:46
8. „Way to Say I Love You” (produkcja: Jermaine Dupri i Manuel Seal) – 2:57
9. „Sunrise” (produkcja: Sick Cents) – 3:48
10. „Round and Round” (produkcja: Sick Cents) – 4:06
11. „Turn U On” (produkcja: Selasi „The African Kid” dla Rocksteady Music) – 3:52